# Somatostatinski receptor 3
Somatostatinski receptor tip 3 je protein koji je kod čoveka kodiran  genom.
Somatostatin deluje na mnogim lokacijama i inhibira oslobađanje hormona i drugih sekretornih proteina. Biološki efekti somatostatina su posredovani familijom G protein-spregnutih receptora čije izražavanje je specifično za pojedina tkiva. SSTR3 u znatnoj meri izražen u mozgu i pankreasu. SSTR3 je funkcionalno spregnut sa adenilil ciklazom.

## Vidi isto
- Somatostatinski receptor

## Literatura
1. ↑  Yamada Y, Stoffel M, Espinosa R 3rd, Xiang KS, Seino M, Seino S, Le Beau MM, Bell GI (1993). „Human somatostatin receptor genes: localization to human chromosomes 14, 17, and 22 and identification of simple tandem repeat polymorphisms”. Genomics. 15 (2): 449—52. PMID 8449518. doi:10.1006/geno.1993.1088.
2. 1 2  „Entrez Gene: SSTR3 somatostatin receptor 3”.

## Dodatna literatura
- Yamada Y; Reisine T; Law SF;  . (1993). „Somatostatin receptors, an expanding gene family: cloning and functional characterization of human SSTR3, a protein coupled to adenylyl cyclase.”. Mol. Endocrinol. 6 (12): 2136—42. PMID 1337145. doi:10.1210/me.6.12.2136.
- Yamada Y; Post SR; Wang K;  . (1992). „Cloning and functional characterization of a family of human and mouse somatostatin receptors expressed in brain, gastrointestinal tract, and kidney.”. Proc. Natl. Acad. Sci. U.S.A. 89 (1): 251—5. PMC 48214 . PMID 1346068. doi:10.1073/pnas.89.1.251.
- Corness JD; Demchyshyn LL; Seeman P;  . (1993). „A human somatostatin receptor (SSTR3), located on chromosome 22, displays preferential affinity for somatostatin-14 like peptides.”. FEBS Lett. 321 (2-3): 279—84. PMID 8097479. doi:10.1016/0014-5793(93)80124-D.
- Law SF; Zaina S; Sweet R;  . (1994). „Gi alpha 1 selectively couples somatostatin receptor subtype 3 to adenylyl cyclase: identification of the functional domains of this alpha subunit necessary for mediating the inhibition by somatostatin of cAMP formation.”. Mol. Pharmacol. 45 (4): 587—90. PMID 8183236.
- Kaupmann K; Bruns C; Hoyer D;  . (1993). „Distribution and second messenger coupling of four somatostatin receptor subtypes expressed in brain.”. FEBS Lett. 331 (1-2): 53—9. PMID 8405411. doi:10.1016/0014-5793(93)80296-7.
- Sharma K, Patel YC, Srikant CB (1997). „Subtype-selective induction of wild-type p53 and apoptosis, but not cell cycle arrest, by human somatostatin receptor 3.”. Mol. Endocrinol. 10 (12): 1688—96. PMID 8961277. doi:10.1210/me.10.12.1688.
- Fukusumi S; Kitada C; Takekawa S;  . (1997). „Identification and characterization of a novel human cortistatin-like peptide.”. Biochem. Biophys. Res. Commun. 232 (1): 157—63. PMID 9125122. doi:10.1006/bbrc.1997.6252.
- Ain KB, Taylor KD, Tofiq S, Venkataraman G (1997). „Somatostatin receptor subtype expression in human thyroid and thyroid carcinoma cell lines.”. J. Clin. Endocrinol. Metab. 82 (6): 1857—62. PMID 9177396. doi:10.1210/jc.82.6.1857.
- de Lecea L; Ruiz-Lozano P; Danielson PE;  . (1997). „Cloning, mRNA expression, and chromosomal mapping of mouse and human preprocortistatin.”. Genomics. 42 (3): 499—506. PMID 9205124. doi:10.1006/geno.1997.4763.
- Roth A, Kreienkamp HJ, Meyerhof W, Richter D (1997). „Phosphorylation of four amino acid residues in the carboxyl terminus of the rat somatostatin receptor subtype 3 is crucial for its desensitization and internalization.”. J. Biol. Chem. 272 (38): 23769—74. PMID 9295322. doi:10.1074/jbc.272.38.23769.
- Dunham I; Shimizu N; Roe BA;  . (1999). „The DNA sequence of human chromosome 22.”. Nature. 402 (6761): 489—95. PMID 10591208. doi:10.1038/990031.
- Zatelli MC; Tagliati F; Taylor JE;  . (2001). „Somatostatin receptor subtypes 2 and 5 differentially affect proliferation in vitro of the human medullary thyroid carcinoma cell line tt.”. J. Clin. Endocrinol. Metab. 86 (5): 2161—9. PMID 11344221. doi:10.1210/jc.86.5.2161.
- Talme T; Ivanoff J; Hägglund M;  . (2001). „Somatostatin receptor (SSTR) expression and function in normal and leukaemic T-cells. Evidence for selective effects on adhesion to extracellular matrix components via SSTR2 and/or 3.”. Clin. Exp. Immunol. 125 (1): 71—9. PMC 1906108 . PMID 11472428. doi:10.1046/j.1365-2249.2001.01577.x.
- Pasquali D; Notaro A; Esposito D;  . (2002). „[Somatostatin receptor genes expression and effects of octreotide on orbital fibroblasts from Graves' ophthalmopathy]”. Minerva Endocrinol. 26 (3): 175—9. PMID 11753241.
- Papotti M; Bongiovanni M; Volante M;  . (2002). „Expression of somatostatin receptor types 1-5 in 81 cases of gastrointestinal and pancreatic endocrine tumors. A correlative immunohistochemical and reverse-transcriptase polymerase chain reaction analysis.”. Virchows Arch. 440 (5): 461—75. PMID 12021920. doi:10.1007/s00428-002-0609-x.
- Ferone D; Pivonello R; Van Hagen PM;  . (2002). „Quantitative and functional expression of somatostatin receptor subtypes in human thymocytes.”. Am. J. Physiol. Endocrinol. Metab. 283 (5): E1056—66. PMID 12376335. doi:10.1152/ajpendo.00205.2001.
- Pasquali D; Notaro A; Bonavolonta' G;  . (2002). „Somatostatin receptor genes are expressed in lymphocytes from retroorbital tissues in Graves' disease.”. J. Clin. Endocrinol. Metab. 87 (11): 5125—9. PMID 12414882. doi:10.1210/jc.2002-020790.
- Dizeyi N; Konrad L; Bjartell A;  . (2002). „Localization and mRNA expression of somatostatin receptor subtypes in human prostatic tissue and prostate cancer cell lines.”. Urol. Oncol. 7 (3): 91—8. PMID 12474541. doi:10.1016/S1078-1439(01)00173-9.
- Strausberg RL; Feingold EA; Grouse LH;  . (2003). „Generation and initial analysis of more than 15,000 full-length human and mouse cDNA sequences.”. Proc. Natl. Acad. Sci. U.S.A. 99 (26): 16899—903. PMC 139241 . PMID 12477932. doi:10.1073/pnas.242603899.

## Spoljašnje veze
- „Somatostatin Receptors: sst3”. IUPHAR Database of Receptors and Ion Channels. International Union of Basic and Clinical Pharmacology. Архивирано из оригинала 03. 03. 2016. г.
- somatostatin+receptor+3 на 